# Handkåpa
Handkåpa (Alchemilla chirophylla) är en rosväxtart som beskrevs av Robert Buser. Enligt Catalogue of Life ingår Handkåpa i släktet daggkåpor och familjen rosväxter, men enligt Dyntaxa är tillhörigheten istället släktet daggkåpor och familjen rosväxter. Arten förekommer tillfälligt i Sverige, men reproducerar sig inte.

## Underarter
Arten delas in i följande underarter:
- A. c. truncata
- A. c. exilis